# Celtic Glasgow/Saison 1999/2000
Die Celtic Glasgow Saison 1999/2000 war die 106. Spielzeit des schottischen Fußballvereins aus Glasgow seit deren Gründung am 6. November 1887. In dieser Saison wurde Celtic zum zweiten Mal infolge Vizemeister in Schottland hinter den Glasgow Rangers. Mit 21 Punkten Rückstand war es bis dato der größte Punkteabstand beider Vereine in der Geschichte. (Dieser wurde 2006 überboten als Celtic mit 23 Punkten Meister wurde. 2017 stellte Celtic den bis heute aufgestellten Rekord von 33 Punkten auf.) Im nationalen Pokal unterlag Celtic in der dritten Runde gegen den Zweitligisten Inverness Caledonian Thistle. Im Ligapokal gewann Celtic den Titel nach einem Pokalfinalsieg gegen den FC Aberdeen. Im Europapokal spielte Celtic im UEFA-Pokal. Nach einem Sieg in der Qualifikation gegen Cwmbran Town aus Wales, folgte in der ersten Hauptrunde ein Sieg gegen Hapoel Tel Aviv aus Israel. In der zweiten Runde verlor die Mannschaft gegen Olympique Lyon aus Frankreich.
Die Saison 1999/2000 gilt bis heute als eine der schlechtesten in der Vereinsgeschichte. Kenny Dalglish kehrte zum Verein zurück, um den Posten des „General Managers“ zu besetzen, während die Position des Cheftrainers mit dem ehemaligen Spieler des FC Liverpool und England, John Barnes, besetzt wurde der zuvor noch nie einen Profiverein geleitet hatte. Nach einer Reihe schlechter Ergebnisse darunter das Ausscheiden aus dem UEFA-Pokal bauten die Rangers ihren Vorsprung an der Tabellenspitze der Scottish Premier League aus. Im Februar 2000 wurde Barnes nach der Niederlage im Ligapokal gegen den Zweitligisten Inverness Caledonian Thistle entlassen. Kenny Dalglish übernahm bis zum Ende der Saison das Amt des Cheftrainers. Unter Dalglish verschlechterten sich Celtics Ergebnisse in der Liga weiter und der Verein lag am Ende der Saison 21 Punkte hinter den Rangers. Ein Sieg im Ligapokalfinale war der einzige Trost in dieser Saison.
Der schwedische Stürmer Henrik Larsson, der im Vorjahr Torschützenkönig wurde, und zu Schottlands Fußballer des Jahres gewählt worden war, fiel durch ein Beinbruch fast die gesamte Saison aus. Dafür wurde Mark Viduka mit 24 Toren Torschützenkönig und Schottlands Fußballer des Jahres bei der Spieler-Wahl.
Der ewige Rivale, die Rangers gewannen in der Saison 1999/2000 das nationale Double aus Meisterschaft und Pokal.

## Transfers
Celtic verpflichtete in der Sommerpause zahlreiche Spieler. Im Juni 1999 wurden zunächst der Bulgare Stilijan Petrow von ZSKA Sofia und der russische Torhüter Dmitri Charin vom FC Chelsea unter Vertrag genommen. Am 8. Juli 1999 folgten zwei Transfers an einem Tag mit dem israelischen Spielmacher Eyal Berkovic von West Ham United und dem ivorischen Innenverteidiger Olivier Tébily von Sheffield United. Später wurden noch Stéphane Bonnes, Bobby Petta und Ian Wright verpflichtet. Dazu wurden einige Talente hochgezogen. In der Winterpause folgten mit Fernando de Ornelas, Rafael Scheidt und Paul Shields weitere Neuverpflichtungen. Auf der Abgangsseite befanden sich die Ablösefreien Wechsel von Simon Donnelly und Phil O’Donnell zu Sheffield Wednesday. Harald Brattbakk und Craig Burley wurden für eine Ablösesumme verkauft.
| Zugänge | Abgänge |
| --- | --- |
| Sommer 1999 - Eyal Berkovic (West Ham United) - Stéphane Bonnes (FC Mulhouse) - Dmitri Charin (FC Chelsea) - Brian McColligan (eigene Jugend) - Stephen Crainey (eigene Jugend) - Mark Fotheringham (eigene Jugend) - John Kennedy (eigene Jugend) - Liam Keogh (eigene Jugend) - Simon Lynch (West Park United) - Ryan McCann (eigene Jugend) - Liam Miller (eigene Jugend) - Stilijan Petrow (ZSKA Sofia) - Bobby Petta (Ipswich Town) - Jamie Smith (eigene Jugend) - Olivier Tébily (Sheffield United) - Ian Wright (West Ham United) Winter 1999/2000 - Fernando de Ornelas (Crystal Palace) - Rafael Scheidt (Grêmio Porto Alegre) - Paul Shields (Raith Rovers) | Sommer 1999 - Enrico Annoni (Karriereende) - Craig Burley (Derby County) - Marc Cocozza (2. Mannschaft) - Gerard Crossley (Hamilton Academical) - Simon Donnelly (Sheffield Wednesday) - Barry Elliott (2. Mannschaft) - James Gallagher (2. Mannschaft) - Andy McCondichie (Raith Rovers) - Tosh McKinlay (Grasshoppers Zürich) - Brian McLaughlin (Dundee United) - Phil O’Donnell (Sheffield Wednesday) Winter 1999/2000 - Harald Brattbakk (FC Kopenhagen) - Ian Wright (West Ham United) |

## Personalien
| Nr.        | Nat.           | Name                | Geburtsdatum  | im Verein seit | vorheriger Verein    |
| Torhüter   | Torhüter       | Torhüter            | Torhüter      | Torhüter       | Torhüter             |
| ---------- | -------------- | ------------------- | ------------- | -------------- | -------------------- |
| 1          | Schottland     | Jonathan Gould      | 18. Juli 1968 | 1997           | Bradford City        |
| 21         | Schottland     | Stewart Kerr        | 13. Nov. 1974 | 1991           | eigene Jugend        |
| 23         | Russland       | Dmitri Charin       | 16. Aug. 1968 | 1999           | FC Chelsea           |
| 38         | Schottland     | Barry Corr          | 13. Jan. 1981 | 1996           | eigene Jugend        |
| Abwehr     |                |                     |               |                |                      |
| 2          | Schottland     | Tom Boyd            | 24. Nov. 1965 | 1992           | FC Chelsea           |
| 3          | Frankreich     | Stéphane Mahé       | 23. Sep. 1968 | 1997           | Stade Rennes         |
| 4          | Schottland     | Jackie McNamara     | 24. Okt. 1973 | 1995           | Dunfermline Athletic |
| 5          | Danemark       | Marc Rieper         | 5. Juni 1968  | 1997           | West Ham United      |
| 6          | England        | Alan Stubbs         | 6. Okt. 1971  | 1996           | Bolton Wanderers     |
| 16         | Elfenbeinküste | Olivier Tébily      | 19. Dez. 1975 | 1999           | Sheffield United     |
| 31         | Brasilien      | Rafael Scheidt      | 10. Feb. 1976 | 2000           | Grêmio Porto Alegre  |
| 33         | Nordirland     | John Convery        | 1. Apr. 1980  | 1997           | eigene Jugend        |
| 35         | Schweden       | Johan Mjällby       | 9. Feb. 1971  | 1998           | AIK Solna            |
| 40         | Schottland     | Stephen Crainey     | 22. Juni 1981 | 1997           | eigene Jugend        |
| 41         | Schottland     | John Kennedy        | 18. Aug. 1983 | 1999           | eigene Jugend        |
| Mittelfeld |                |                     |               |                |                      |
| 10         | Israel         | Eyal Berkovic       | 2. Apr. 1972  | 1999           | West Ham United      |
| 11         | Danemark       | Morten Wieghorst    | 25. Feb. 1971 | 1995           | FC Dundee            |
| 14         | Schottland     | Paul Lambert        | 7. Aug. 1969  | 1997           | Borussia Dortmund    |
| 15         | Niederlande    | Bobby Petta         | 6. Aug. 1974  | 1999           | Ipswich Town         |
| 19         | Bulgarien      | Stilijan Petrow     | 5. Juli 1979  | 1999           | ZSKA Sofia           |
| 20         | Niederlande    | Regi Blinker        | 4. Juni 1969  | 1997           | Sheffield Wednesday  |
| 22         | Frankreich     | Stéphane Bonnes     | 26. Feb. 1978 | 1999           | FC Mulhouse          |
| 24         | Irland         | Colin Healy         | 14. März 1980 | 1997           | eigene Jugend        |
| 25         | Slowakei       | Ľubomír Moravčík    | 22. Juni 1965 | 1998           | MSV Duisburg         |
| 28         | Schottland     | Ryan McCann         | 21. Sep. 1981 | 1998           | eigene Jugend        |
| 29         | Venezuela      | Fernando de Ornelas | 29. Juli 1976 | 2000           | Crystal Palace       |
| 30         | Norwegen       | Vidar Riseth        | 21. Apr. 1972 | 1998           | LASK                 |
| 34         | Schottland     | Mark Fotheringham   | 22. Okt. 1983 | 1999           | eigene Jugend        |
| 37         | Schottland     | Liam Keogh          | 6. Sep. 1981  | 1997           | eigene Jugend        |
| 39         | Schottland     | Jamie Smith         | 20. Nov. 1980 | 1996           | eigene Jugend        |
| 42         | Irland         | Jim Goodwin         | 20. Nov. 1981 | 1997           | Tramore Athletic     |
| 43         | Irland         | Liam Miller         | 13. Feb. 1981 | 1997           | eigene Jugend        |
| 46         | Schottland     | Brian McColligan    | 31. Okt. 1980 | 1997           | eigene Jugend        |
| Angriff    |                |                     |               |                |                      |
| 7          | Schweden       | Henrik Larsson      | 20. Sep. 1971 | 1997           | Feyenoord Rotterdam  |
| 9          | Norwegen       | Harald Brattbakk    | 1. Feb. 1971  | 1997           | Rosenborg Trondheim  |
| 12         | England        | Tommy Johnson       | 15. Jan. 1971 | 1997           | Aston Villa          |
| 17         | England        | Ian Wright          | 3. Nov. 1963  | 1999           | West Ham United      |
| 26         | Schottland     | Paul Shields        | 15. Aug. 1975 | 2000           | Raith Rovers         |
| 27         | Schottland     | Mark Burchill       | 18. Aug. 1980 | 1997           | eigene Jugend        |
| 32         | Schottland     | Simon Lynch         | 19. Mai 1982  | 1999           | West Park United     |
| 36         | Australien     | Mark Viduka         | 9. Okt. 1975  | 1998           | Croatia Zagreb       |

## Spielkleidung
| Heim | Auswärts |

## Saison

### Liga
In der Scottish Premier League Saison 1999/2000, wurde Celtic mit 21 Punkten Rückstand Vizemeister hinter den Rangers. Celtic stellte den Zweitbesten Angriff der Liga, nicht zuletzt dank Mark Viduka der Torschützenkönig wurde. Viduka wurde am Ende der Saison von den Spielern zu Schottlands Fußballer des Jahres gewählt.
Celtic startete mit einem 5:0-Auswärtssieg gegen den FC Aberdeen in die neue Spielzeit. Celtic übernahm damit die Tabellenspitze. Nach einem weiteren Sieg am zweiten Spieltag gegen den FC St. Johnstone, verlor Celtic die Tabellenführung nach einer Niederlage bei Dundee United. Danach stand die Mannschaft nie besser als Tabellenplatz zwei. Im weiteren Saisonverlauf verlor Celtic dreimal gegen die Rangers.
| ST | Datum              | Gegner              | Ort      | Ergebnis | Tor(e) für Celtic Glasgow                        |
| -- | ------------------ | ------------------- | -------- | -------- | ------------------------------------------------ |
| 1  | 1. August 1999     | FC Aberdeen         | Auswärts | 5:0      | Larsson (2×), Viduka (2×), Burchill              |
| 2  | 7. August 1999     | FC St. Johnstone    | Heim     | 3:0      | Mjällby, Viduka, Wieghorst                       |
| 3  | 15. August 1999    | Dundee United       | Auswärts | 1:2      | Berkovic                                         |
| 4  | 21. August 1999    | FC Dundee           | Auswärts | 2:1      | Mahé, Larsson                                    |
| 5  | 29. August 1999    | Heart of Midlothian | Heim     | 4:0      | Viduka, Larsson, Berkovic (2×)                   |
| 6  | 12. September 1999 | FC Kilmarnock       | Auswärts | 1:0      | Burchill                                         |
| 7  | 8. März 2000 1     | Glasgow Rangers     | Heim     | 0:1      |                                                  |
| 8  | 25. September 1999 | Hibernian Edinburgh | Auswärts | 2:0      | Viduka (2×)                                      |
| 9  | 27. Oktober 1999 1 | FC Motherwell       | Heim     | 0:1      |                                                  |
| 10 | 16. Oktober 1999   | FC Aberdeen         | Heim     | 7:0      | Berkovic, Larsson (3×), Viduka (3×)              |
| 11 | 24. Oktober 1999   | FC St. Johnstone    | Auswärts | 2:1      | Burchill, Wieghorst                              |
| 12 | 30. Oktober 1999   | FC Kilmarnock       | Heim     | 5:1      | Viduka (3×), Wright, Burley                      |
| 13 | 7. November 1999   | Glasgow Rangers     | Auswärts | 2:4      | Berkovic (2×)                                    |
| 14 | 20. November 1999  | Heart of Midlothian | Auswärts | 2:1      | Wright, Moravčík                                 |
| 15 | 15. März 2000 1    | FC Dundee           | Heim     | 6:2      | Johnson (3×), Viduka (2×), Petrov,               |
| 16 | 28. November 1999  | FC Motherwell       | Auswärts | 2:3      | Berkovic, Viduka                                 |
| 17 | 4. Dezember 1999   | Hibernian Edinburgh | Heim     | 4:0      | Viduka, Moravčík (2×), Wieghorst                 |
| 18 | 11. Dezember 1999  | FC Aberdeen         | Auswärts | 6:0      | Lambert, Mahé, Moravčík, Viduka, Blinker, Wright |
| 19 | 18. Dezember 1999  | Dundee United       | Heim     | 4:1      | Blinker, Viduka, Moravčík, Burchill              |
| 20 | 27. Dezember 1999  | Glasgow Rangers     | Heim     | 1:1      | Viduka                                           |
| 21 | 23. Januar 2000    | FC Kilmarnock       | Auswärts | 1:1      | Viduka                                           |
| 22 | 5. Februar 2000    | Heart of Midlothian | Heim     | 2:3      | Moravčík, Viduka                                 |
| 23 | 12. Februar 2000   | FC Dundee           | Auswärts | 3:0      | Mjällby, Viduka, Healy                           |
| 24 | 5. April 2000 1    | FC Motherwell       | Heim     | 4:0      | Johnson, Berkovic, Johnson, Blinker              |
| 25 | 5. März 2000       | Hibernian Edinburgh | Auswärts | 1:2      | Viduka                                           |
| 26 | 11. März 2000      | FC St. Johnstone    | Heim     | 4:1      | Burchill (2×), Viduka (2×)                       |
| 27 | 2. Mai 2000 1      | Dundee United       | Auswärts | 1:0      | Burchill                                         |
| 28 | 26. März 2000      | Glasgow Rangers     | Auswärts | 0:4      |                                                  |
| 29 | 2. April 2000      | FC Kilmarnock       | Heim     | 4:2      | Johnson, Blinker, Berkovic, Burchill             |
| 30 | 8. April 2000      | Heart of Midlothian | Auswärts | 0:1      |                                                  |
| 31 | 15. April 2000     | FC Dundee           | Heim     | 2:2      | Mahé, Burchill                                   |
| 32 | 22. April 2000     | Hibernian Edinburgh | Heim     | 1:1      | Mahé                                             |
| 33 | 29. April 2000     | FC St. Motherwell   | Auswärts | 1:1      | Burchill                                         |
| 34 | 6. Mai 2000        | FC Aberdeen         | Heim     | 5:1      | Johnson (3×), Moravčík (2×),                     |
| 35 | 13. Mai 2000       | FC St. Johnstone    | Auswärts | 0:0      |                                                  |
| 36 | 21. Mai 2000       | Dundee United       | Heim     | 2:0      | Lynch, Burchill                                  |

### Tabellenverlauf
|                        | 1 | 2 | 3 | 4 | 5 | 6 | 7 | 8 | 9 | 10 | 11 | 12 | 13 | 14 | 15 | 16 | 17 | 18 | 19 | 20 | 21 | 22 | 23 | 24 | 25 | 26 | 27 | 28 | 29 | 30 | 31 | 32 | 33 | 34 | 35 | 36 |
| ---------------------- | - | - | - | - | - | - | - | - | - | -- | -- | -- | -- | -- | -- | -- | -- | -- | -- | -- | -- | -- | -- | -- | -- | -- | -- | -- | -- | -- | -- | -- | -- | -- | -- | -- |
| Celtic Glasgow         | 1 | 1 | 3 | 2 | 2 | 2 | 2 | 2 | 2 | 2  | 2  | 2  | 2  | 2  | 2  | 2  | 2  | 3  | 2  | 2  | 2  | 2  | 2  | 2  | 2  | 2  | 2  | 2  | 2  | 2  | 2  | 2  | 2  | 2  | 2  | 2  |
| Stand: Ende der Saison |   |   |   |   |   |   |   |   |   |    |    |    |    |    |    |    |    |    |    |    |    |    |    |    |    |    |    |    |    |    |    |    |    |    |    |    |

### UEFA-Pokal
Celtic Glasgow nahm als letztjähriger Vizemeister in Schottland am UEFA-Pokal teil. In der Qualifikation traf Celtic auf den walisischen Verein Cwmbran Town. Nach zwei souveränen Siegen erreichte Celtic die 1. Hauptrunde des Wettbewerbs. In dieser gewann Celtic das Hin- und Rückspiel gegen Hapoel Tel Aviv aus Israel. In der 2. Runde gab es zwei 0:1-Niederlagen gegen den französischen Vertreter Olympique Lyon.
| Runde         | Datum              | Gegner          | Ort      | Ergebnis | Tor(e) für Celtic Glasgow                         |
| ------------- | ------------------ | --------------- | -------- | -------- | ------------------------------------------------- |
| Qualifikation | 12. August 1999    | Cwmbran Town    | Auswärts | 6:0      | Berkovic, Tébily, Larsson (2×), Viduka, Brattbakk |
| Qualifikation | 26. August 1999    | Cwmbran Town    | Heim     | 4:0      | Brattbakk, Smith, Mjällby, Johnson                |
| 1. Runde      | 16. September 1999 | Hapoel Tel Aviv | Heim     | 2:0      | Larsson (2×)                                      |
| 1. Runde      | 30. September 1999 | Hapoel Tel Aviv | Auswärts | 1:0      | Larsson                                           |
| 2. Runde      | 21. Oktober 1999   | Olympique Lyon  | Auswärts | 0:1      |                                                   |
| 2. Runde      | 4. November 1999   | Olympique Lyon  | Heim     | 0:1      |                                                   |

### Scottish FA Cup
Celtic Glasgow stieg in der 3. Runde gegen den Zweitligisten Inverness Caledonian Thistle in den schottischen Pokal ein. Als letztjähriger Pokalfinalist schied Celtic mit einer 1:3-Niederlage aus. Nachdem Barry Wilson den Außenseiter in der 16. Minute in Führung gebracht hatte, gelang Mark Burchill eine Minute später der Ausgleich. Sieben Minuten später unterlief Ľubomír Moravčík ein Eigentor, womit Inverness wieder in Führung ging. In der Halbzeitpause gerieten Co-Trainer Eric Black und Mark Viduka aneinander. Der australische Stürmer warf daraufhin seine Fußballschuhe in den Müll und weigerte sich, die zweite Halbzeit zu spielen. Für ihn spielte in der zweiten Halbzeit Ian Wright. In der 57. Minute traf Paul Sheerin zum 3:1-Endstand. Nach der peinlichen Niederlage wurden Cheftrainer John Barnes und seine Assistenten Eric Black und Terry McDermott entlassen.
| Runde    | Datum           | Gegner                       | Ort  | Ergebnis | Tor(e) für Celtic Glasgow |
| -------- | --------------- | ---------------------------- | ---- | -------- | ------------------------- |
| 3. Runde | 8. Februar 2000 | Inverness Caledonian Thistle | Heim | 1:3      | Burchill                  |

### Scottish League Cup
Celtic startete in der 3. Runde gegen den Zweitligisten Ayr United in den Wettbewerb. Celtic gewann das Spiel mit 4:0. Im Viertelfinale traf Celtic auf den FC Dundee. In der ersten Hälfte wurde Stéphane Mahé mit der Roten Karte vom Platz gestellt. In der 90. Minute traf Morten Wieghorst in Unterzahl zum 1:0-Sieg. Im Halbfinale traf Celtic auf den FC Kilmarnock der ebenfalls mit 1:0 bezwungen wurde. Im Finale gewann Celtic nach Toren von Vidar Riseth und Tommy Johnson mit 2:0 gegen den FC Aberdeen. Der Sieg bedeutete Celtics erste Trophäe des neuen Millenniums.
| Runde         | Datum            | Gegner        | Ort      | Ergebnis | Tor(e) für Celtic Glasgow        |
| ------------- | ---------------- | ------------- | -------- | -------- | -------------------------------- |
| 3. Runde      | 13. Oktober 1999 | Ayr United    | Auswärts | 4:0      | Viduka, Blinker, Mjällby, Petta, |
| Viertelfinale | 1. Dezember 1999 | FC Dundee     | Heim     | 1:0      | Wieghorst                        |
| Halbfinale    | 16. Februar 2000 | FC Kilmarnock | Heim 1   | 1:0      | Moravčík                         |
| Finale        | 19. März 2000    | FC Aberdeen   | Heim 1   | 2:0      | Riseth, Johnson                  |

## Spielerstatistiken

### Zuschauerzahlen und Sponsoren
In der Saison 1999/2000 betrug die durchschnittliche Besucherzahl in der Liga 54.440. Der Bekleidungs- und Sportartikelhersteller Umbro war auch in dieser Saison Trikotausrüster. Das Telekommunikationsunternehmen NTL Incorporated übernahm das Trikotsponsoring.
| Celtic Park       | 60.832 | 979,927 | 54.440 | 89,49 % | Umbro | NTL |
| Stand: Saisonende |        |         |        |         |       |     |